# Московская международная книжная выставка-ярмарка
Московская международная книжная выставка-ярмарка (ММКВЯ; англ. The Moscow International Book Fair) — советская и российская книжная ярмарка. Учреждена в 1977 году. Проводится в августе-сентябре каждого года (до 1998 года — каждого второго года) в 75-м павильоне ВДНХ в Москве.

## Содержание
В выставке принимают участие издатели и книгораспространители из России и других стран. Она сопровождается культурной программой, в которую входят встречи с писателями, презентации книг, конференции и семинары.
Во время ярмарки происходит вручение нескольких премий: в 1997—2007 годах — конкурса профессионального мастерства «Иванушка», с 1999 года — литературная премия «Книга года», с 2004 года — международная издательская премия «Искусство книги», с 2005 года — краеведческая литературная премия «Малая Родина», с 2008 года — премия художников-иллюстраторов и дизайнеров «Образ книги», с 2012 года — конкурса профессионального мастерства «Ревизор».

## История
Прообразами ММКВЯ были две юбилейные международные книжные выставки-ярмарки: 1967 года, посвящённая 50-летию СССР, и 1970 года, посвящённая 100-летию со дня рождения В. И. Ленина. Они были проведены в выставочном комплексе в Сокольниках. При этом идея об учреждении систематической книжной ярмарки обсуждалась уже в 1967 году, но не была реализована.
В 1975 году прошла международная книжная выставка «Книга-75». Она была более масштабной, чем две предыдущие: в ней участвовали издательские и книготорговые фирмы из 44 стран, и она была проведена в крупнейшем на тот момент (в настоящее время 57-м) павильоне ВДНХ.
В 1976 году была учреждена Генеральная дирекция международных книжных выставок и ярмарок, её руководителем был назначен Ю. В. Торсуев. В 1977 году была проведена первая Московская международная книжная выставка-ярмарка. В ней участвовало 1535 фирм из 67 стран, в том числе 206 из СССР, 193 из ФРГ и 25 из США, а также 49 университетов. Среди них были, например, «Харпер энд Роу» и «Макмиллан», «Галлимар», «Бертельсманн», «Эльзевир», «Джунти». Ярмарка была размещена на 25 тыс. м² в первом межотраслевом павильоне и втором павильоне «Химическая промышленность» ВДНХ (в настоящее время 57-й и 20-й соответственно). Её оформлением занимался коллектив художников- проектировщиков КДОИ -  ( Комбинат Декоративно Оформительского Искусства) в составе  Л. Д. Горячева, Г.С. Комарова, и  А. Куранова.  Ярмарка сопровождалась культурной программой.
В 1985 году была проведена пятая ММКВЯ, которая стала рекордной по числу участников — 3300 фирм из 102 стран. В 1989 году была проведена седьмая Московская международная книжная ярмарка — формально она перестала быть выставкой. В ней впервые принимала участие Южная Корея, а также первые частные фирмы СССР. В первых семи ярмарках систематически участвовала 41 страна, ни разу не участвовали европейские Исландия, Люксембург, Албания и азиатские Сингапур, Мьянма, Бруней, Саудовская Аравия, Объединённые Арабские Эмираты. Вторая и третья ярмарки были убыточными на две трети, пятая ярмарка — наполовину, седьмая ярмарка стала первой прибыльной.
В 1991 году ярмарка единственный раз не проводилась из-за политической и экономической ситуации в стране. В 1993 году была проведена восьмая ММКЯ. В 1994 году также была учреждена Российская московская книжная ярмарка (также «Книги России») — национальная, она также проводилась каждый второй год, в марте. В 1998 году ММКЯ и РМКЯ стали ежегодными. В 2001 году ММКЯ снова стала ММКВЯ.
В 1998 году в ярмарке участвовало 37 стран, в 1999 году — уже 65 стран, в 2003 году — 82 страны, в 2005 — 54 страны, в 2009 году — 40 стран. В 2005 году одна из стран-участниц стала называться почётным гостем. В 2005—2013 годах ими были (в хронологическом порядке): Польша, Франция, КНР, Украина, Индия, Белоруссия, Италия, Франция, Венгрия. В 2014 году почётного гостя не было, на последующих ярмарках снова был. В 2004—2008 годах в ярмарке участвовала 1000 фирм, в 2009—2012 годах — 700 фирм, в 2014—2016 годах — 400 фирм. В 2008 году ярмарка стала проводиться в 75-м павильоне ВДНХ. В 2015 году ярмарка «Книги России» закрылась.

## Книга года
В 1999 году Генеральной дирекцией международных книжных выставок и ярмарок была учреждена премия «Лучшие книги ММКЯ». В 2001 году учредителем премии также стало Федеральное агентство по печати и массовым коммуникациям, и она стала называться «Книга года».

## Оценки
Московская международная книжная выставка-ярмарка — старейшая и крупнейшая из пяти книжных выставок страны всероссийского масштаба.
В 2016 году организаторов ярмарки (в этом году новым директором Генеральной дирекции международных книжных выставок и ярмарок стал С. В. Кайкин) критиковали за двукратное увеличение стоимости участия и проблемы с инфраструктурой. Представители региональных, университетских и малых издательств отмечали, что не могут участвовать в ярмарке из-за её ценовой политики.